# 猿知恵
猿知恵（さるぢえ）とは、一見気が利いているようでも、生意気で思慮の足らない知識のことをいう。サルは動物の中で特に知能が高いと考えられるが、人間のレベルには全く届かない、という判断がその元にある。
もともと中国における話が元になっている。
500匹のサルが住んでいる島があり、気候や食料にも恵まれている場所であったが、そのうちの1匹がある日海が輝いているのを見て、海の向こうにもっとすばらしい場所があるのではないかと思って、沖へ向かって泳ぎ始めた。その後、そのサルが帰ってこないのを見たほかのサルは、そのサルが良い場所を見つけたと思い込んで同じように沖へ泳ぎ始め、500匹すべての行方が分からなくなったという。
これは、幻想や思い込みによる行動を戒める話と言われているが、それが転じて現在の意味になったのではないかといわれている。